# 6532 Scarfe
6532 Scarfe este un asteroid din centura principală de asteroizi.

## Descriere
6532 Scarfe este un asteroid din centura principală de asteroizi. A fost descoperit pe 4 ianuarie 1995 la Victoria de David D. Balam. Asteroidul prezintă o orbită caracterizată de o semiaxă mare de 3,17 ua, o excentricitate de 0,11 și o înclinație de 5,1° în raport cu ecliptica.